# بطولة تشيلي للتنس
بطولة تشيلي المفتوحة (بالإنجليزية: Chile Open)‏ هي بطولة تنس للمحترفين تقام في مدينة فينيا ديل مار تشيلي على الأراضي الترابية, وقد بدأت البطولة في عام 1993 واستمرت حتى الآن , ويذكر أن البطولة هي من ضمن فئة 250 نقطة في رابطة محترفي كرة المضرب.